# مارمولک سبز غربی
مارمولک سبز غربی (نام علمی: Lacerta bilineata) نام یک گونه از سرده لاسرتا است.

## نگارخانه

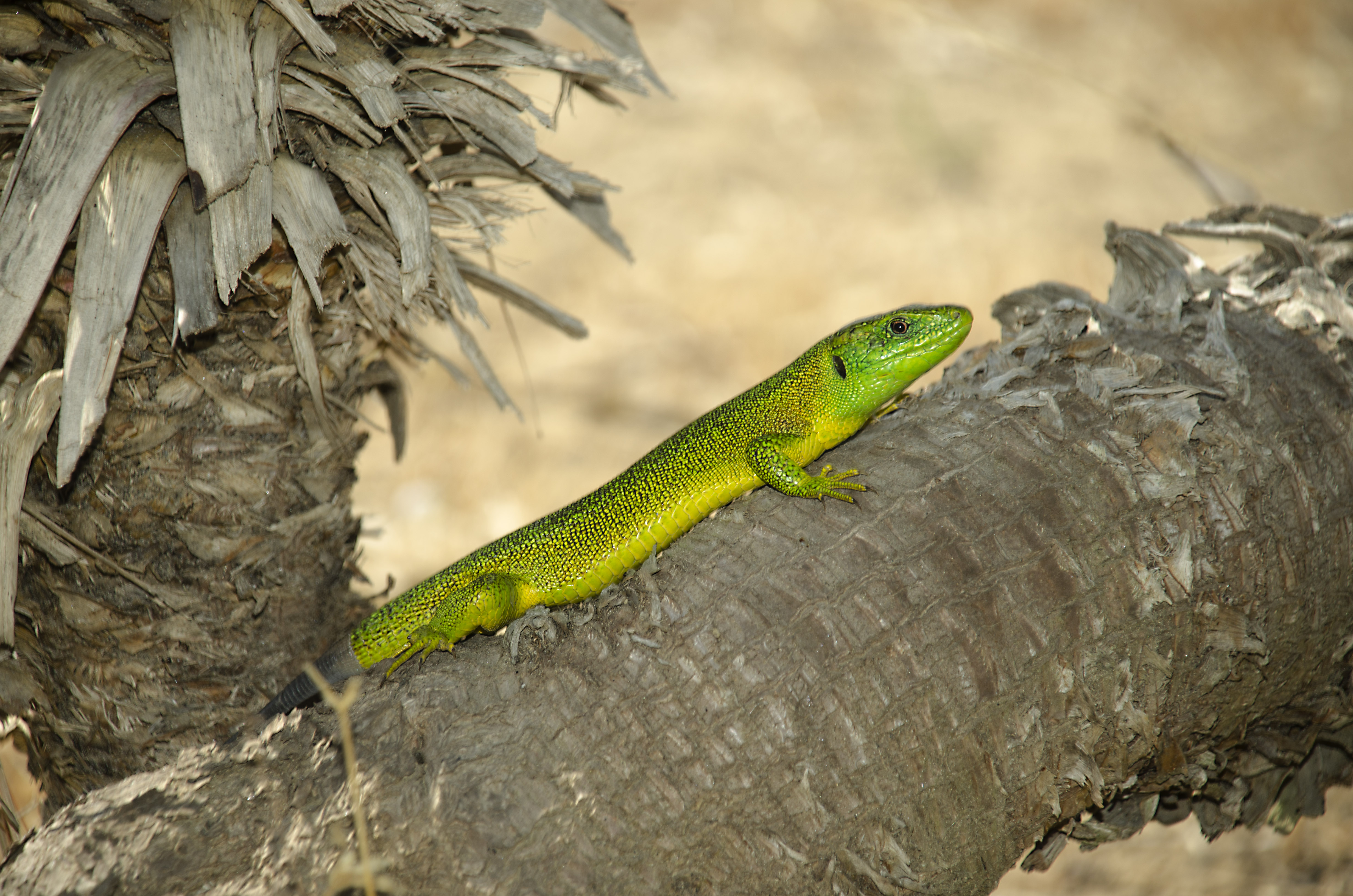
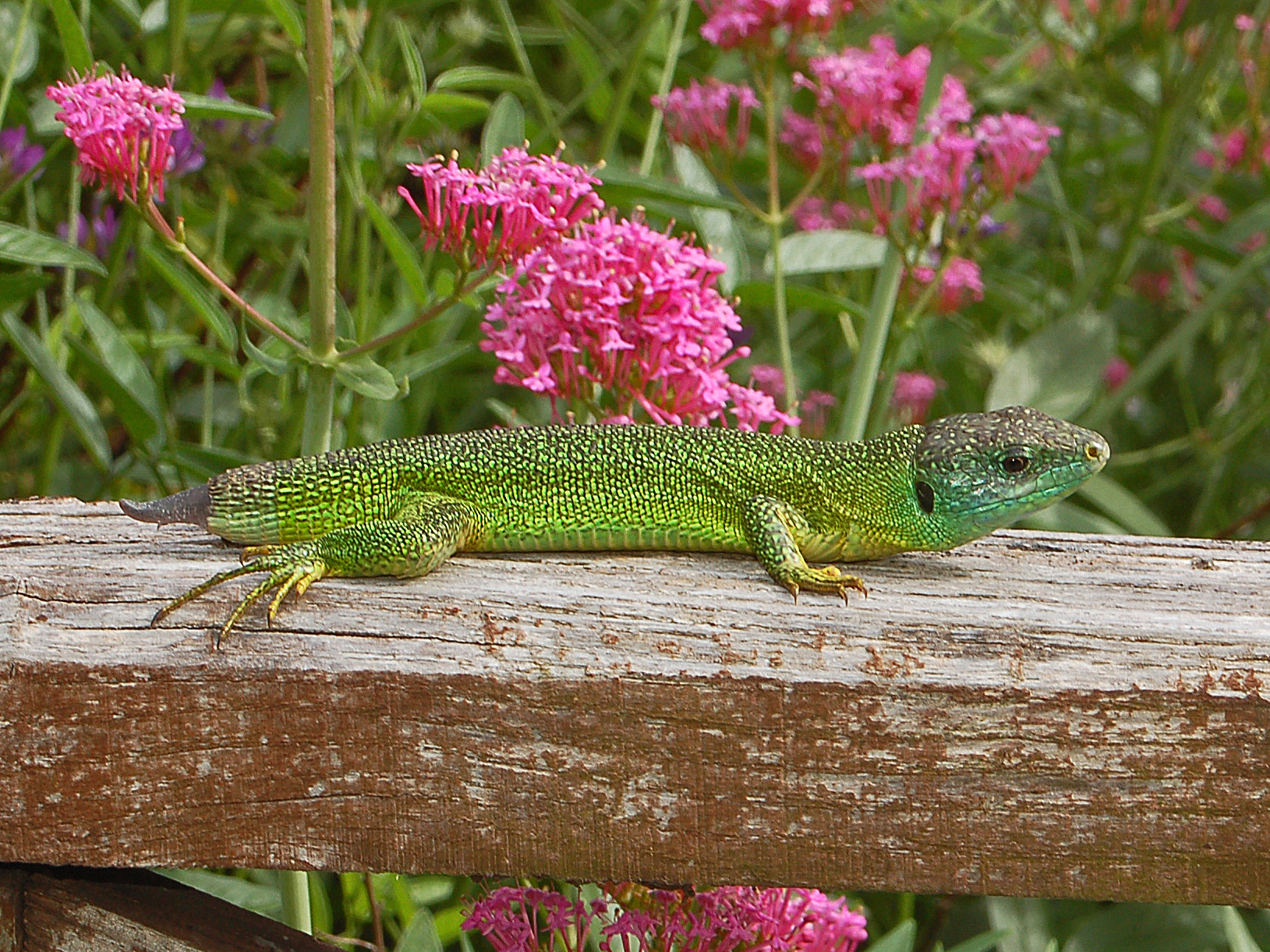
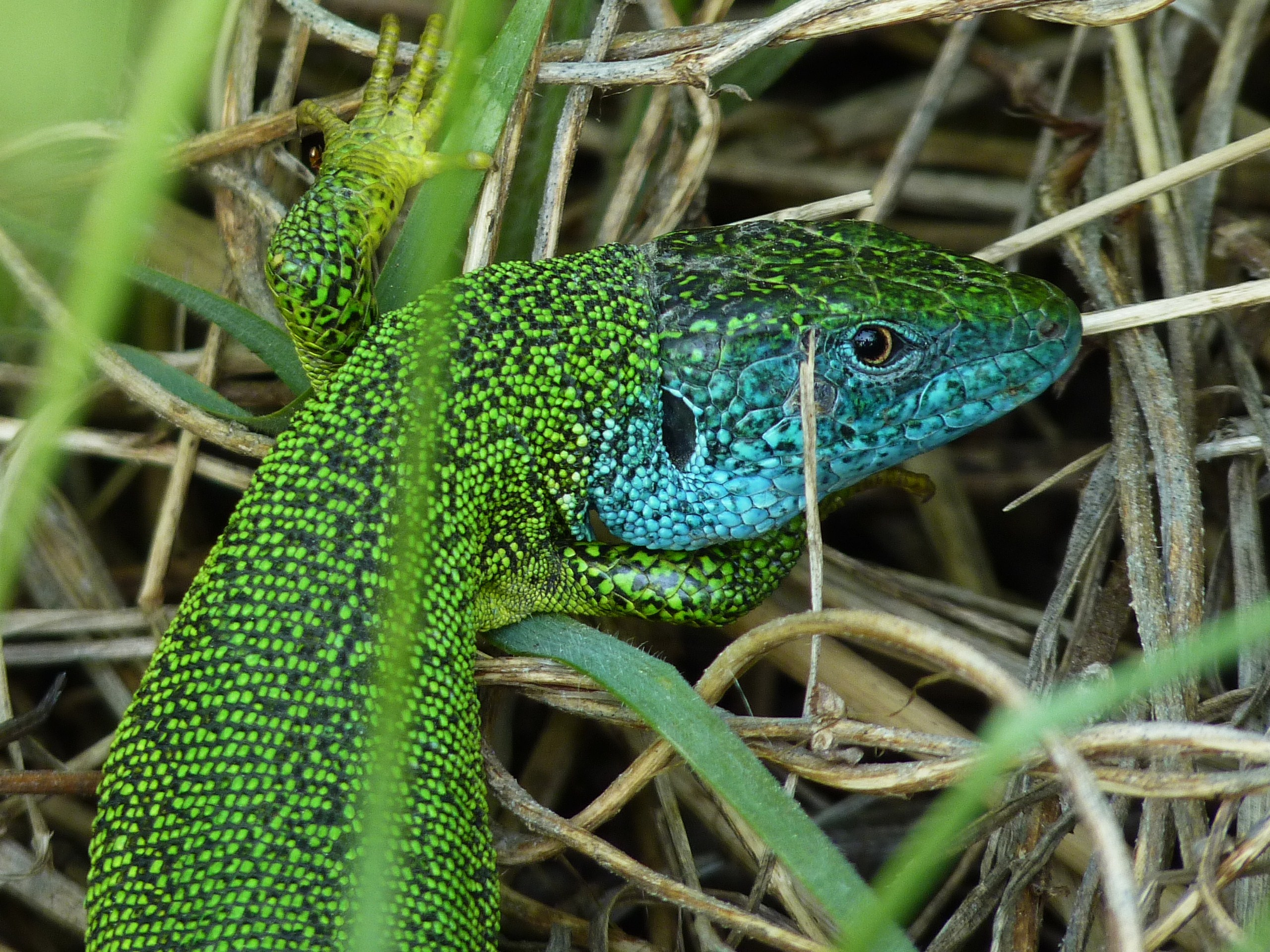
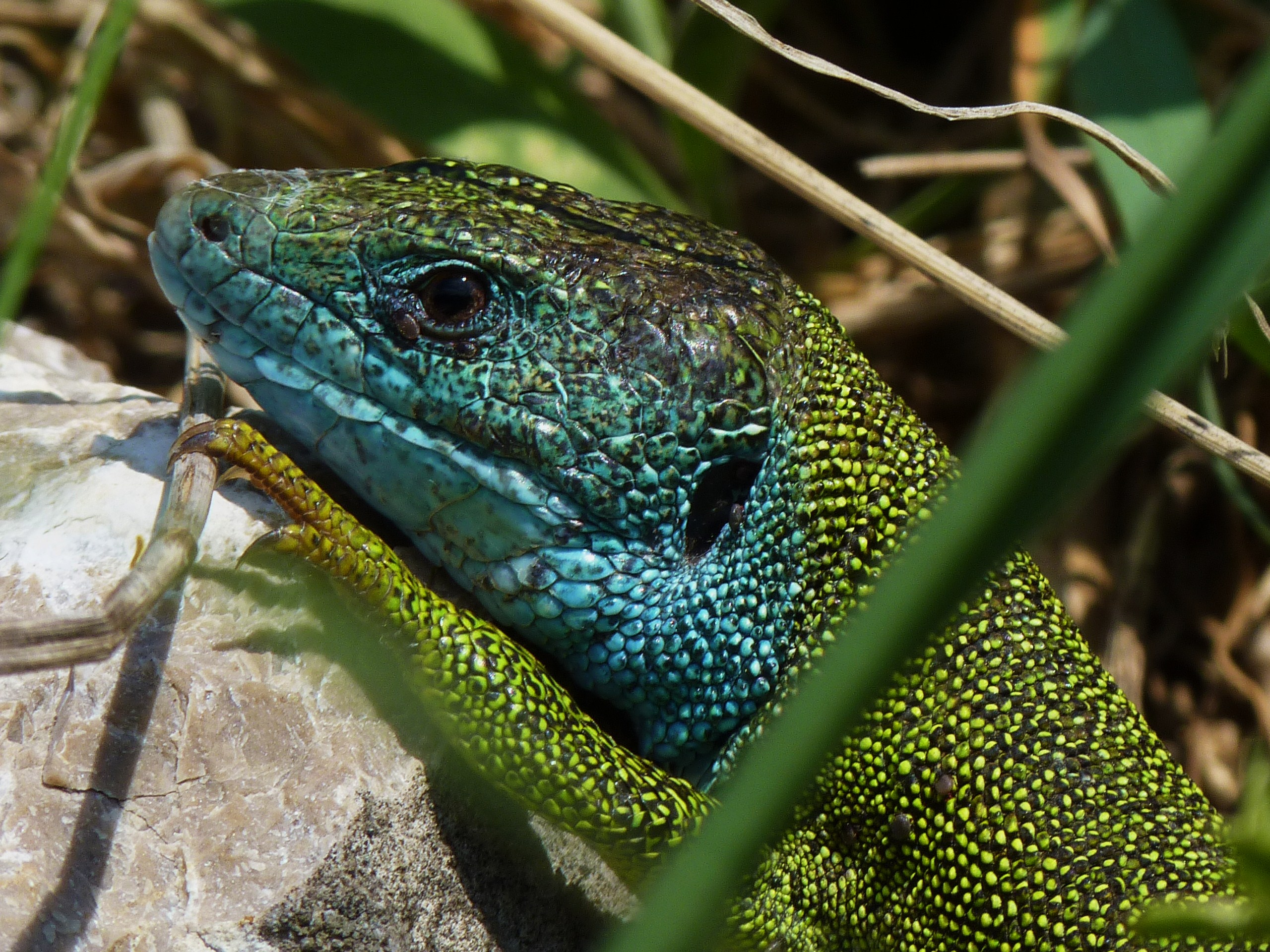
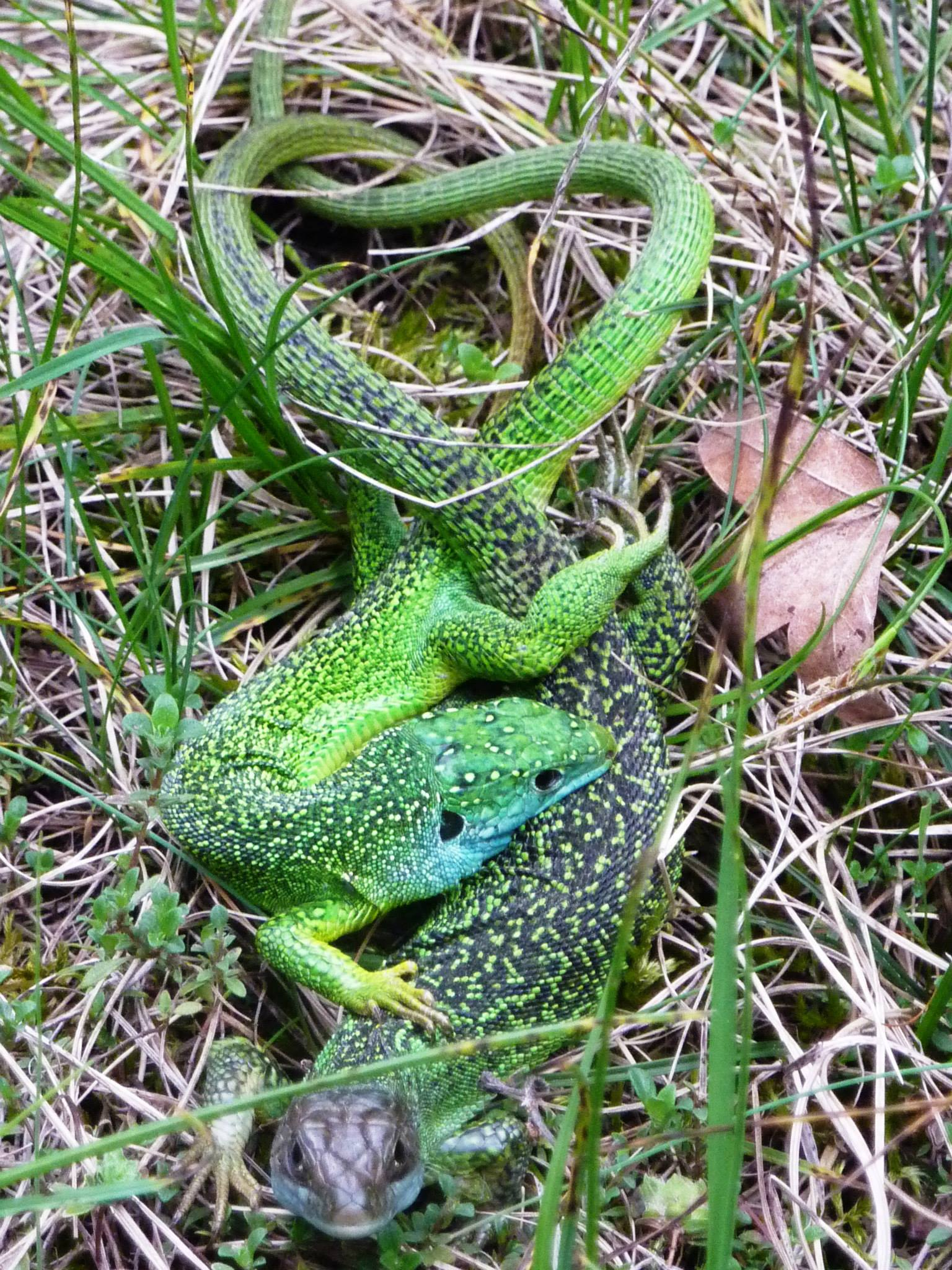